# بخش اوپویدینگه
بخش اوپویدینگه (به سوئدی: Uppvidinge kommun) یک ناحیه شهری در سوئد است که در شهرستان کرونوبری واقع شده‌است.